# Marie-Adélaïde Baubry-Vaillant
Pour les articles homonymes, voir Baubry et Vaillant.
Marie-Adélaïde Baubry-Vaillant, née le 6 avril 1827 à Paris et morte le 5 juillet 1899 à Neuilly-sur-Seine, est une peintre française.

## Biographie

### Jeunesse et famille
Adélaïde Marie Baubry naît à Paris en 1827, de Géraud Baubry, employé, et de Marguerite Françoise Baudot, son épouse.
En 1865, naît à Paris Alexandre Stanislas Max Baubry, un enfant naturel reconnu par sa mère, désignée comme « Octavie Marie Baubry, professeur de peinture ». Mais après la mort de ce fils, mineur et sans descendance, en 1884, c'est bien sous le nom d'Adélaïde Marie Baubry que sa mère demande au tribunal de la Seine l'envoi en possession de sa succession. Sa requête fait l'objet d'une jurisprudence de la cour de Paris l'année suivante.

### Formation
Marie-Adélaïde Baubry-Vaillant est l'élève de Joseph Nicolas Robert-Fleury, d'Alphonse Louis Galbrund et de Delphine de Cool.

### Carrière artistique

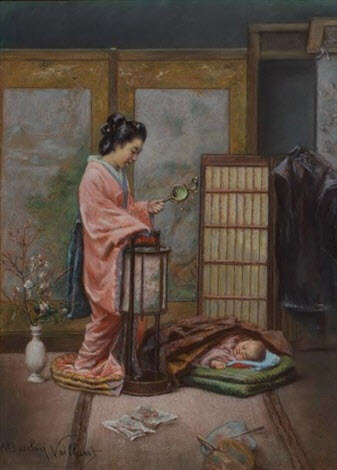
Japonaise avec son enfant.

Marie-Adélaïde Baubry-Vaillant peint des pastels et des portraits.
Elle expose aux Salons de peinture et de sculpture de 1866 à 1870, 1873, 1874, 1876-1881.
Au salon de 1886, son pastel Portrait de Mlle K.R. est salué par la critique comme étant « un des meilleurs portraits au pastel du Salon ».
En 1894, elle expose au musée de Versailles pour la société des amis des arts de Seine-et-Oise.
Elle habite au 137, avenue Malakoff et au 83, boulevard Gouvion-Saint-Cyr (Paris).
Elle enseigne également le dessin.
Marie-Adélaïde Baubry meurt, célibataire, en 1899, en son domicile du 17, boulevard Victor-Hugo à Neuilly-sur-Seine,.